# Adolescence
Adolescence er en britisk krimidrama-miniserie sendt på Netflix fra 13. marts 2025. Den handler om den 13-årige dreng Jamie, der anholdes og sigtes for drabet på en skoleveninde. Serien er skrevet af Stephen Graham, der også spiller Jamies far, og er instrueret af Philip Barantini. Hvert af seriens fire afsnit er fotograferet i one take (en) og uklippet forløb.
Miniserien blev indspillet i Storbritannien fra juli til oktober 2024. Optagelserne fandt blandt andet sted i Sheffield i Yorkshire.
Serien fik overstrømmende positive anmeldelser i både Danmark og udlandet, både for den usædvanlige tekniske præstation med sine uklippede scener og for skuespillet og handlingen, der beskriver en urovækkende teenagekultur præget af ekstreme udsagn på sociale medier, ikke mindst den såkaldte manosfære. Serien er samtidig en af de mest sete serier på Netflix nogensinde. Den har været dagsordensættende ved at starte en offentlig debat om teenageres online-liv og de former for giftig maskulinitet, der findes i kredse på nettet. 

## Handling
Tv-serien starter højdramatisk med anholdelsen i hjemmet af den 13-årige Jamie. Han sigtes for drab på en skoleveninde, som han ifølge politiet har stukket adskillige gange med en kniv. I senere afsnit oplever man politiets besøg på skolen, samspillet mellem Jamie og en psykolog, der skal mentalundersøge ham, og i sidste afsnit, der foregår tretten måneder efter første afsnit, er man hjemme hos Jamies familie og oplever blandt andet faderens fødselsdag, som skal fejres, mens Jamie stadig sidder fængslet og venter på at komme for retten. Serien fokuserer på de faktorer, der har formet Jamie. Undervejs beskrives en ungdomskultur præget af sociale medier, der spreder ekstreme synspunkter og lægger et voldsomt pres på nogle unge, uden at forældre og samfund griber ind. Serien viser også incel-fænomenet med unge mænd, der hader kvinder, fordi de ikke kan få et forhold til dem.

## Medvirkende
- Stephen Graham som Eddie Miller
- Ashley Walters som Luke Bascombe
- Erin Doherty som Briony Ariston
- Owen Cooper som Jamie Miller
- Faye Marsay som Misha Frank
- Christine Tremarco som Manda Miller
- Mark Stanley som Paul Barlow
- Jo Hartley som Mrs Fenumore
- Amélie Pease som Lisa Miller
- Austin Haynes som Fredo

## Modtagelse
Serien vakte stor opmærksomhed, da den blev sendt, og fik hurtigt millioner af seere. I Danmark lå den på førstepladsen over danskernes mest sete serier på Netflix og fik usædvanligt fine anmeldelser. I april 2025 havde serien efter kun 24 dage haft 114 millioner seere og var dermed den fjerdemest sete engelsksprogede tv-serie på Netflix nogensinde.

### Storbritannien
Serien fik fremragende anmeldelser i hjemlandet Storbritannien. The Guardian mente eksempelvis, at serien var "det tætteste på tv-perfektion i årtier". Den britiske premierminister Keir Starmer anbefalede, at udsendelserne blev sat på skoleskemaet i de britiske skoler.

### Danmark
Tv-serien fik ligeledes overstrømmende anmeldelser i Danmark. Således fik den topbedømmelsen seks stjerner af anmelderen Kristian Ditlev Jensen i Filmmagasinet Ekko. Han kaldte tv-serien for en teknisk kraftpræstation, der tryllebandt publikum, så man ikke kunne tage øjnene fra skærmen. Samtidig vurderede han de bærende skuespilpræstationer fra såvel Owen Cooper, der spillede unge Jamie, som de øvrige vigtige roller som Jamies far, politiinspektøren Luke Bascombe og psykologen Briony Ariston som fremragende. Også i Berlingske gav anmelderen topbedømmelsen på seks stjerner og skrev, at det var længe siden, at hun havde været så optaget af en serie, og at hun godt forstod, hvorfor selv voksne mænd græd over historien. I POV International mente anmelderen, at serien burde være pligtstof for alle, der beskæftigede sig med unge.

### USA
På det amerikanske websted Rotten Tomatoes, der opsummerer amerikanske mediers anmeldelser, var 98 % af de 52 indsamlede anmeldelser positive med en gennemsnitlig vurdering på 9,2 ud af 10 mulige point.

### Offentlig debat
Adolescence gav anledning til en meget omfattende offentlig debat i medier og på online-fora. Den danske medieforsker Helle Kannik Haastrup forklarede på netmediet Videnskab.dk, at tv-seriens popularitet skyldtes, at den gjorde seerne klogere på verden og hinanden ved at vise verden med andre øjne, samtidig med at seerne kom ind under huden på de komplekse fiktive personer og fik indblik i deres motiver, følelser og svære valg. Serien viser verden fra Jamie og hans families perspektiv samt deres og omgivelsernes forsøg på at forstå, hvordan det tragiske mord kunne opstå. Serien fungerede samtidig som en kulturel fortælling, som blev delt og diskuteret vidt og bredt, og skabte dermed en fælles referenceramme, som satte en offentlig dagsorden om kvindefjendskhed, giftig maskulinitet, teenageres online-liv og deres forældres manglende føling med, hvad der foregik.